# Szalainé Szilágyi Eleonóra
Szalainé Szilágyi Eleonóra (szül. 1950) a BKV osztályvezetője, később humánpolitikai igazgatója.

## Élete
Diplomát a Marx Károly Közgazdaságtudományi Egyetemen szerzett, 1972-ben lépett be a BKV-ba, a BKV volt első munkahelye. A vállalatnál gyors karriert futott be, gyors előléptetésekkel, egymást követték a csoportvezetői, majd osztályvezetői kinevezések. 1983-ban kinevezték a Bérelszámolási Főosztály élére, ekkor 33 évesen ő volt a legfiatalabb főosztályvezető.[forrás?] Doktori disszertációját a korszerű humánerőforrás-gazdálkodásról írta. 2003-ban a BKV humánpolitikai igazgatójává nevezték ki, ahol a munkaköri leírása szerint “az oktatási és szociális kérdéseken túl foglalkoztatással, bérgazdálkodással, Kollektív Szerződés kérdésköreivel foglalkozik, valamint az érdekképviseleti kapcsolatok keretében felmerülő feladatokat végzi el, a kölcsönös konszenzuskeresés jegyében”.[forrás?]
Szalainé többek között az OTP Egészségpénztár Igazgatótanácsának tagja, az MKB Nyugdíjpénztár Közlekedési Tagozatának titkára, és a BKV Előre SC Elnökségének a tagja is volt ebben az időszakban.

### Távozása a BKV-tól
Szalainé 2008 márciusában végkielégítéssel távozott a cégtől, majd Balogh Zsolt a BKV akkori megbízott vezérigazgatója tovább foglalkoztatta. Balogh az állítása szerint nem tudott a korábbi végkielégítésről, mindössze arról döntött, hogy Szalainé foglalkoztatására továbbra is szükség van a sztrájkok kezelésével kapcsolatos szakértelme miatt. A végkielégítési ügy 2009. júliusi nyilvánosságra kerülése után számos változtatást vezettek be a BKV működésében, például csökkentették a titoktartási pénzek kifizetését.
Az ügy nyilvánosságra kerülése után fél évvel Szalainét előzetes letartóztatásba helyezték, házkutatás során több száz BKV-s munkaszerződést találtak a lakásán. Ezek az iratok nagyban hozzájárultak a BKV ügyekben folytatott rendőrségi nyomozáshoz.[forrás?] A BKV belső vizsgálata szerint végkielégítés jogosulatlanul lett kifizetve, mivel Szalainé már nyugdíjas volt, így a pénz egyáltalán nem járt volna neki.